# Lista de deputados estaduais de Roraima da 3.ª legislatura
Esta é a lista de deputados estaduais de Roraima eleitos para a legislatura 1999–2003. Um total de 21 deputados foram eleitos.

## Composição das bancadas
| Partido | Líder                       | Bancada | Posição      |
| ------- | --------------------------- | ------- | ------------ |
| PPB     | Aurelina Medeiros           | 5 / 24  | Governo      |
| PDT     | Augusto Iglesias Ferreira   | 5 / 24  | Governo      |
| PSL     | Célio Rodrigues Wanderley   | 4 / 24  | Governo      |
| PFL     | Homero Cruz Neto            | 3 / 24  | Oposição     |
| PMDB    | Francisco Assis da Silveira | 3 / 24  | Independente |
| PTB     | Urzeni Rocha                | 2 / 24  | Independente |
| PSDB    | Sebastião da Silva          | 2 / 24  | Oposição     |

## Deputados Estaduais
| Número | Deputados estaduais eleitos    | Partido | Votação | Percentual | Cidade onde nasceu  | Unidade federativa |
| 11111  | Aurelina Medeiros              | PPB     | 3.503   | 2,95%      | Morada Nova         | Ceará              |
| 11188  | Francisco de Sales Guerra Neto | PPB     | 2.708   | 2,28%      | Caracaraí           | Roraima            |
| 11180  | Édio Lopes                     | PPB     | 2.642   | 2,22%      | Presidente Epitácio | São Paulo          |
| 17456  | Célio Rodrigues Wanderley      | PSL     | 2.622   | 2,21%      | Boa Vista           | Roraima            |
| 17123  | Jalser Renier                  | PSL     | 2.533   | 2,13%      | Boa Vista           | Roraima            |
| 17777  | Herbson Jairo Ribeiro Bantim   | PSL     | 2.334   | 1,96%      | Boa Vista           | Roraima            |
| 17258  | Mecias de Jesus                | PSL     | 2.317   | 1,95%      | Graça Aranha        | Maranhão           |
| 11234  | Henrique Machado               | PPB     | 2.160   | 1,82%      |                     |                    |
| 11211  | Barac da Silva Bento           | PPB     | 1.890   | 1,59%      | Boa Vista           | Roraima            |
| 25123  | Iradilson Sampaio              | PFL     | 1.674   | 1,41%      |                     |                    |
| 12512  | Augusto Iglesias               | PDT     | 1.655   | 1,39%      | Ponta Porã          | Mato Grosso do Sul |
| 12545  | Raul Prudente de Moraes        | PDT     | 1.629   | 1,37%      | Rio de Janeiro      | Rio de Janeiro     |
| 15133  | Rosa de Almeida Rodrigues      | PMDB    | 1.522   | 1,28%      | Manaus              | Amazonas           |
| 12444  | Gelb Pereira                   | PDT     | 1.487   | 1,25%      | Boa Vista           | Roraima            |
| 14123  | Urzeni da Rocha Filho          | PTB     | 1.474   | 1,24%      | Itapuranga          | Goiás              |
| 12366  | Suzete de Macedo Oliveira      | PDT     | 1.442   | 1,21%      | Normandia           | Roraima            |
| 15111  | Francisco Assis da Silveira    | PMDB    | 1.406   | 1,18%      | Itapagipe           | Minas Gerais       |
| 14234  | Erci de Moraes                 | PTB     | 1.371   | 1,15%      | Cachoeira do Sul    | Rio Grande do Sul  |
| 15123  | Helder Teixeira Grossi         | PMDB    | 1.338   | 1,12%      | Caratinga           | Minas Gerais       |
| 12012  | Ângelo Paiva Moura             | PDT     | 1.306   | 1,10%      | Boa Vista           | Roraima            |
| 25300  | Sebastião da Silva             | PSDB    | 1.075   | 0,90%      | Pilõezinhos         | Paraíba            |
| 45688  | Sérgio Ferreira                | PSDB    | 1.048   | 0,88%      | Boa Vista           | Roraima            |
| 25678  | Homero de Souza Cruz Neto      | PFL     | 1.015   | 0,85%      | Teresina            | Piauí              |
| 25456  | Vera Regina                    | PFL     | 992     | 0,83%      |                     |                    |